# Redoute Sint-Pieter
De Redoute Sint-Pieter was een redoute die zich bevond ten noorden van Zelzate.
De 1634 door de Spaansgezinden opgerichte redoute maakte deel uit van de Linie van Communicatie tussen Hulst en Sas van Gent. De liniedijk is hier nog als Stekkerweg in het landschap te vinden. Ze volgt hier de Belgisch-Nederlandse grens.
De redoute was gelegen tussen het Fort Sint-Anthonius en het Fort Sint-Steven.